# 樊姫
樊姫（樊姬、はんき）は、楚の荘王の夫人。一説に共王の母とされる。

## 逸話
荘王は即位すると、狩猟を好んで政事を顧みなかった。樊姫が諫めたが、荘王は狩猟を止めなかったため、樊姫は禽獣の肉を食べるのをやめて抗議した。荘王は態度を改めて政事につとめるようになった。
荘王が朝廷で政事を聴き、帰りが遅くなったことがあった。樊姫は宮殿に下って荘王を迎えると、「なんと帰ってくるのが遅いことでしょう。お腹が減ったり退屈したりすることはないのですか」と訊ねると、荘王は「賢者と語りあっていると、空腹も退屈も覚えないのだ」と答えた。樊姫が「王のおっしゃるところの賢者とは誰ですか」と問うと、荘王は「虞丘子である」と答えた。樊姫が口を掩って笑ったので、荘王は「姫が笑っているのはどうしてか」と訊ねると、樊姫は「虞丘子は賢いといえば賢いのですが、忠義ではありません」と答えた。荘王が「どういう理由か」と問うと、樊姫は「わたしが王の妻となって11年、人を鄭や衛に派遣して、美人を求めては王に進めてまいりました。いまわたしより賢い者がふたり、同列の者が7人おります。いっぽう虞丘子は楚の相となって十数年になりますが、子弟や一族の登用ばかり図って、賢者を推挙して不肖を退けたとは聞いたことがありません。賢者を知りながら推挙しないのは、これは忠義ではありません」と答えた。荘王は喜んで、翌日に樊姫の発言を虞丘子に伝えた。虞丘子は恐縮して席を立ち、答えることができなかった。虞丘子は官舎を退去すると、人を派遣して孫叔敖を迎えさせ、かれを荘王に推挙した。荘王は孫叔敖を令尹として楚を治めること3年、荘王は覇者となった。
『春秋左氏伝』に「楚荘夫人が死去した」とあり、杜預の注は夫人を「共王の母」であるとする。羅運環は「楚荘夫人とは樊姫のことか」としている。